# Omar Eldakashi
Omar Eldakashi (Omar Degachi) – tunezyjski zapaśnik walczący w stylu wolnym. Srebrny medalista igrzysk panarabskich w 1992 roku.